# Max Sulzbacher
Max Sulzbacher (* 8. Mai 1901 in Bamberg; † 1976 in London) war ein deutsch-britischer Biochemiker.

## Leben und Tätigkeit
Sulzbacher war ein Sohn des Hopfenhändlers Albert Sulzbacher und seine Ehefrau Frieda, geb. May. Nach dem Besuch des humanistischen Gymnasiums in Bamberg, das er im Juli 1920 mit dem Reifezeugnis verließ, studierte er von 1920 bis 1924 Chemie, Naturwissenschaften und Nationalökonomie an der Universität Würzburg. Anschließend wechselte er an die Berliner Friedrich-Wilhelms-Universität, wo er von 1924 bis 1926 am Chemischen Institut der Tierärztlichen Hochschule an seiner Dissertation arbeitete, die er 1927 vorlegte. Die mündliche Prüfung bestand er mit dem Prädikat magna cum laude.
Von 1927 bis 1933 stand Sulzbacher im Dienst der Tierärztlichen Hochschule der Berliner Universität. Angeblich soll er zuletzt sogar eine Professur innegehabt haben, was laut seiner Kurzskizze in dem Werk Juden in Bamberg jedoch nicht mehr nachweisbar ist, da die Universität infolge von Kriegseinwirkungen über keine entsprechenden Unterlagen für die betreffende Zeit mehr verfügt.
Nach dem Machtergreifung der Nationalsozialisten im Frühjahr 1933 wurde Sulzbacher aufgrund seiner jüdischen Herkunft aus dem Staatsdienst verdrängt. 1934 emigrierte er nach Großbritannien, dort erhielt er eine Anstellung im Labor von Chaim Weizmann (Featherstone Laboratory), in dem er bis 1939 tätig blieb. Anschließend arbeitete Sulzbacher in der Industrie sowie als unabhängiger Berater.
Von den nationalsozialistischen Polizeiorganen wurde Sulzbacher nach seiner Emigration als Staatsfeind eingestuft. Im Frühjahr 1940 setzte das Reichssicherheitshauptamt in Berlin ihn auf die Sonderfahndungsliste G.B., ein Verzeichnis von Personen, die im Falle einer erfolgreichen deutschen Invasion Großbritanniens durch die Sonderkommandos der SS-Einsatzgruppen mit besonderer Priorität ausfindig gemacht und verhaftet werden sollten. Während Sulzbacher aufgrund seines Aufenthaltes in Großbritannien der Verfolgung entging, wurden seine Eltern 1942 ins Konzentrationslager Theresienstadt verschleppt und 1943 im Rahmen des Holocausts ermordet.
Die Hauptforschungsgebiete von Sulzbacher, der auch Fellow der Chemical Society war, waren die organische und die pharmazeutische Chemie.

## Schriften
- Ueber Umwandlungen der Chloride von [alpha]-Cyancarbonsaeuren, 1927.